# Les trois jeunes filles ont grandi
Série Les trois jeunes filles
Trois jeunes filles à la page (1939) Liens éternels (1943)
Pour plus de détails, voir Fiche technique et Distribution.
Les trois jeunes filles ont grandi (Three Smart Girls Grow Up) est une comédie musicale américaine en noir et blanc réalisée par Henry Koster, sortie en 1939.
Ce film est le deuxième volet d'une trilogie : il fait suite à Trois jeunes filles à la page (Three smarts girls), du même réalisateur, et précède Liens éternels (Hers to hold) de Frank Ryan.

## Synopsis
Les trois sœurs Craig croient que la vie leur sera douce maintenant qu'elles ont réussi à réunir leurs parents. Mais voilà que Kay tombe amoureuse de Richard, le fiancé de Joan. Les choses se compliquent lorsque la cadette, Penny, se met à la recherche d'un nouveau petit-ami pour sa sœur Joan de façon que Kay et Richard puissent demeurer ensemble...

## Fiche technique
- Titre français:  Les trois jeunes filles ont grandi[2]
- Titre original : Three Smart Girls Grow Up
- Réalisateur : Henry Koster[3]
- Production : Joe Pasternak et Nate Blumberg[2]
- Société de production : Universal Pictures
- Scénario : Bruce Manning et Felix Jackson[3]
- Musique : Frank Skinner[2] (non crédité)
- Directeur de la photographie : Joseph Valentine
- Montage : Ted J. Kent et Bernard W. Burton (en)
- Costumes : Vera West
- Pays de production :  États-Unis
- Langue : anglais
- Format : noir et blanc - Son : Mono (Western Electric Mirrophonic Recording)[4]
- Genre : comédie dramatique[1], comédie romantique[5] et film musical[2]
- Durée : 90 minutes[2]
- Dates de sortie : 
  - États-Unis : 17 mars 1939 (New York)
  - États-Unis : 24 mars 1939 en sortie nationale[4]
  - France : 24 mai 1939

## Distribution
- Deanna Durbin : Penny Craig[Notes 1]
- Nan Grey : Joan Craig[Notes 1]
- Helen Parrish : Kay Craig[Notes 1]
- Charles Winninger : Judson Craig[Notes 2]
- Robert Cummings : Harry Loren[Notes 2]

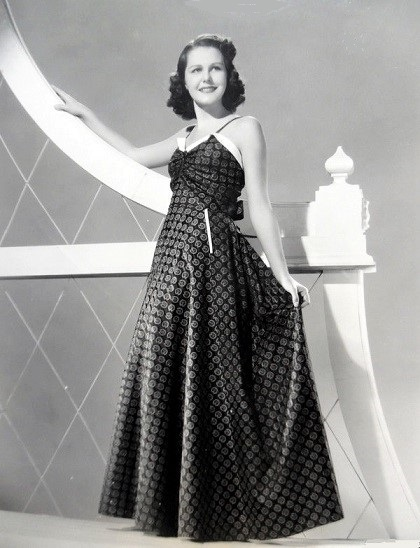
Helen Parrish, photo promotionnelle pour le film.

- William Lundigan : Richard Watkins[Notes 2]
- Ernest Cossart : Binns le majordome[4]
- Nella Walker : Dorothy Craig[4]
- Felix Bressart : le professeur de musique[4]
- John Hamilton : Harry

## Critique
Le magazine Variety écrit le 22 mars 1939 :
« Un chaleureux divertissement familial tout fait exquis qui, à n'en pas douter, engrangera de grosses recettes et produira de nombreuses retombées financières. Il améliorera le statut de Universal dans sa globalité de même que celui de l'industrie cinématographique. Œuvre d'évasion avec sourires, pincements aux cœur, éclat et un ensemble de personnes bien gentilles, le film est un heureux antidote aux gros titres des journaux. Il devrait déchirer le plafond des entrées en salle comme ils déchirent les traités en Europe. ».

## Source
- Les Trois jeunes filles ont grandi et les affiches françaises du film, sur EncycloCiné